# Доганово
Дога́ново (болг. Доганово) — село в Софійській області Болгарії. Входить до складу общини Єлин Пелин.

## Населення
За даними перепису населення 2011 року у селі проживали 824 особи.
Національний склад населення села:
| Національність   | Кількість осіб | Відсоток |
| ---------------- | -------------- | -------- |
| болгари          | 414            | 92,0%    |
| цигани           | 34             | 7,6%     |
| Всього відповіли | 450            |          |

Розподіл населення за віком у 2011 році:
Динаміка населення: